# Raven Indigenous Capital Partners
Raven Indigenous Capital Partners ist eine impact-orientierte Risikokapitalgesellschaft. Ihr kulturzentrierter Ansatz konzentriert sich darauf, in kanadisch-indigene (First Nations, Inuit, Métis) und US-indigene (Native American, Alaska Native und Native Hawaiian) Unternehmen zu investieren. Es ist das erste und einzige Unternehmen dieser Art.

## Zielsetzung
Ziel ist nicht nur wirtschaftlicher Erfolg, sondern auch, indigenes Unternehmertum zu fördern und das Wohlergehen indigener Gemeinschaften zu verbessern, die noch immer wirtschaftlich, sozial, medizinisch, bildungsmäßig und infrastrukturell benachteiligt werden. Beispielsweise haben immer noch (Stand 2025) viele Haushalte in der Navajo Nation keinen Strom und kein fließendes Wasser.

## Team
Das Team von Raven Indigenous Capital Partners besteht selbst aus Indigenen und Verbündeten:
- Stephen Nairne, Chief Investment Officer
- Althea Wishloff, General Partner
- Sean McCormick, General Partner
- Nicole Johnny, Associate
- Josh Alook, Associate
- Mitch Langan, Associate
- Devon Krainer, Associate
- Fiorella Schiffino, Chief Financial Officer
- Jennifer Houle, Director, People and Culture
- Paul Lacerte, Chief Impact Officer
- Jonas Hunter, Director of Impact[1]

## Investitionen
Sie stellen Eigenkapital und eigenkapitalähnliches Kapital für innovative, skalierbare Unternehmen der indigenen Völker zur Verfügung. Der erste Fonds hatte ein Volumen von 25 Millionen Kanadischen Dollar. Derzeit (Stand 2025) läuft der zweite Fonds mit einer Investitionssumme von 80 Millionen US-Dollar bzw. 110 Millionen Kanadische Dollar.
Das Portfolio umfasst Bereiche wie Technologie, Gesundheit, Bildung, Bauwesen und erneuerbare Energien. Beispielsweise haben sie in Navajo Power Home investiert. Dieses indigene Unternehmen errichtet Photovoltaikanlagen für Haushalte ohne Strom, insbesondere in der Navajo Nation Reservation und in der Hopi Reservation. Die Dienstleistungen umfassen Beratung vor Ort, Installation, Wartung und kostenlose Upgrades zwischen den einzelnen Serviceterminen. Das Beispiel zeigt den vielfachen Nutzen, indigene Unternehmer werden gefördert, es schafft Arbeitsplätze, es wird etwas geleistet, das dringend benötigt wird und zudem ist es umweltschonend.
Weitere Unternehmen im Portfolio sind unter anderem:
- NUQO Modular: Ein von einer indigenen Frau geführtes Unternehmen, das sich auf modulare Bauweise für bezahlbaren Wohnraum und Kindertagesstätten spezialisiert hat. Ravens Investition unterstützt die Expansion von NUQO in diese Bereiche.
- Cheekbone Beauty: Eine indigene Kosmetikmarke, die für ihre sauberen, veganen Produkte bekannt ist.
- Kismet Health: Eine Plattform für pädiatrische Telemedizin, die darauf abzielt, die Patientenbindung und die klinischen Ergebnisse bei Kindern zu verbessern.[1]

## Strategische Partnerschaften
Raven arbeitet mit Organisationen wie Pow Wow Pitch zusammen, um indigene Unternehmer durch Mentoring, Kapitalzugang und Netzwerkgelegenheiten zu unterstützen. Ziel dieser Partnerschaft ist es, die Wirkung in Kanada und den USA zu skalieren. Weitere Partnerschaften sind Forum for the Future, eine führende internationale Nachhaltigkeitsorganisation mit Niederlassungen in Großbritannien, den USA, Indien und Singapur.